# Cousiño-Palast

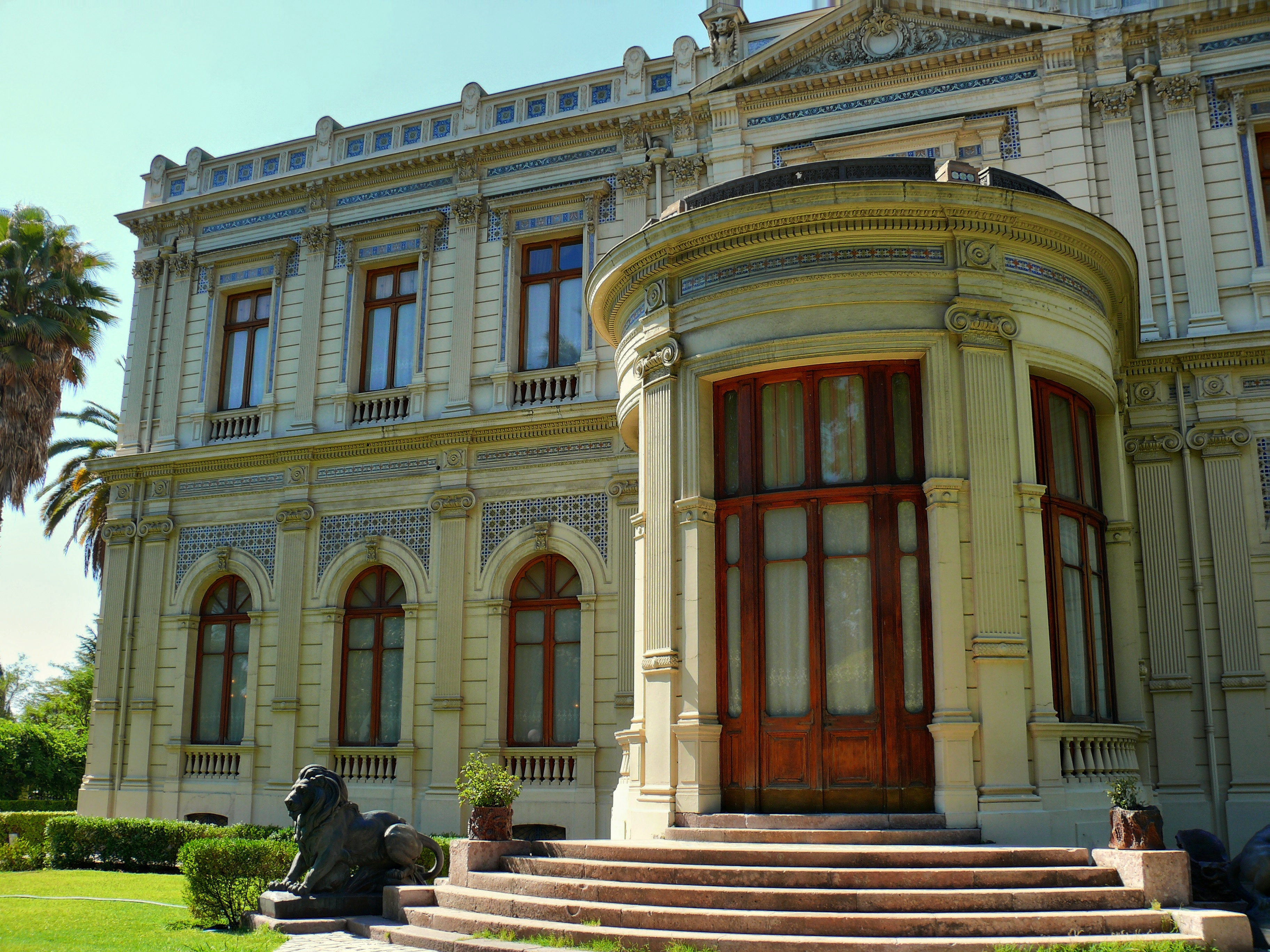
Seitenansicht vom Palastgarten

Der Cousiño-Palast (span. Palacio Cousiño) war die Residenz der wohlhabenden Familie Cousiño in Santiago de Chile, die mit dem Bergbauboom in der Region Biobío ihr Vermögen machte. Derzeit gilt das Gebäude als Museum und wird von der Gemeinde Santiago verwaltet.

## Lage
Der Palast befindet sich im Viertel Dieciocho in der Kommune Santiago, nahe dem historischen Zentrum der Stadt. Auf der Rückseite liegt der Almagro-Park. Im Kontext der Stadtplanung stellt der Palast ein Element der „Achse Almagro-Bulnes“ dar, zu der auch der Paseo Bulnes sowie weitere bedeutende Bauwerke, wie der Präsidentenpalast La Moneda und die Kirche der Sakramentiner, gehören.

## Geschichte

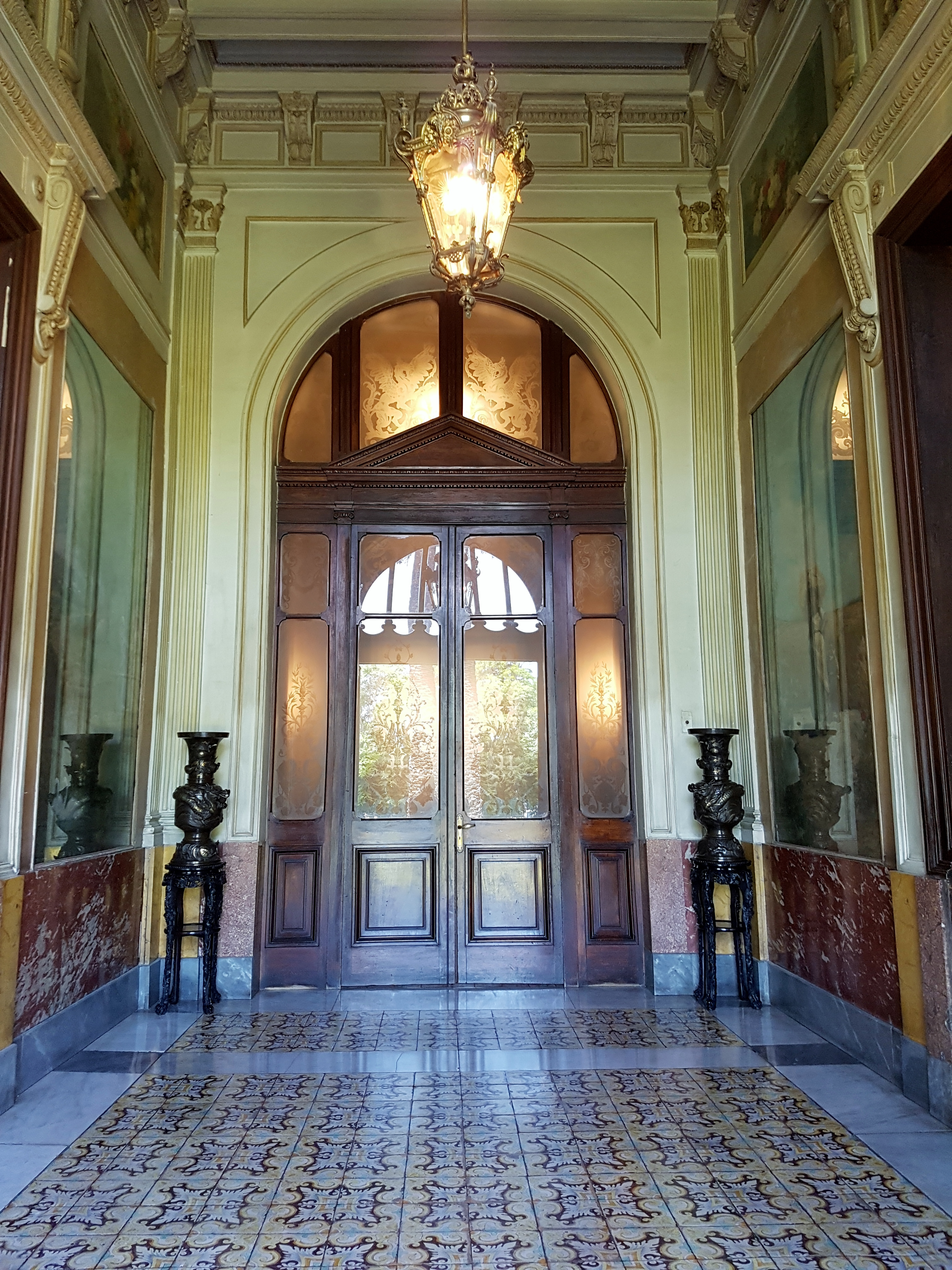
Vestibül

Der Entwurf des Palastes wurde vom französischen Architekten Paul Lathoud in Auftrag gegeben, der auch das Nationalmuseum für Naturgeschichte Chiles entworfen hat. Der Entwurf erfolgte im französischen klassizistischen Stil auf einer Fläche von 3.500 Quadratmetern, zwei Etagen und 12 Zimmern. Die Bauarbeiten wurden zwischen 1870 und 1878 durchgeführt und schließlich im Jahr 1882 eingeweiht, damit die Familie Cousiño es nutzen konnte. Nach dieser Einweihung begann von 1885 bis 1898 der Bau eines weiteren Palastes derselben Familie in Lota, Region Biobío, der den Namen Cousiño-Goyenechea-Palast erhielt, um ihn vom Palast in Santiago zu unterscheiden. Aufgrund der schweren Schäden, die das Erdbeben 1960 verursachte, wurde er 1964 abgerissen.
Es war das erste Gebäude in Chile und ganz Südamerika, das über einen eigenen Stromgenerator verfügte, der vom US-amerikanischen Erfinder Thomas Alva Edison, einem Freund der Familie Cousiño, erworben wurde. Für die Innenausstattung gab die Familie Cousiño zwanzig große Gemälde beim französischen Maler Georges Clairin in Auftrag.
Aufgrund seines hohen Luxus und seiner Eleganz sowie seiner Nähe zum La-Moneda-Palast wurde der Palast als Residenz für hochrangige Autoritäten wie Staatsoberhäupter genutzt. Dies galt unter anderem für Staatsbesucher wie den Franzosen Charles de Gaulle, den Deutschen Heinrich Lübke, den Italiener Giuseppe Saragat und die israelische Premierministerin Golda Meir.
Die Familie Cousiño schenkte das Anwesen dem Stadtrat mit der Auflage, den Palast in seiner Struktur zu erhalten und als öffentlich zugängliches Museum zu eröffnen. Dies wurde 1977 während der Amtszeit von Bürgermeister Patricio Mekis verwirklicht. Am 12. Januar 1981 wurde der Palast während der Militärdiktatur von Augusto Pinochet zum Nationaldenkmal erklärt.